# Psammisia macrophylla
Psammisia macrophylla là một loài thực vật có hoa trong họ Thạch nam. Loài này được (Kunth) Klotzsch miêu tả khoa học đầu tiên năm 1851.